# Anne på Grönkulla 3, Den fortsatta berättelsen
Anne på Grönkulla 3, Den fortsatta berättelsen (eng. originaltitel "Anne of Green Gables: The Continuing Story"), kanadensisk TV-film från 2000. 
Filmen är inte baserad på Anne på Grönkulla-böckerna av L M Montgomery. Den är en uppföljare till filmerna Anne på Grönkulla och Anne på Grönkulla 2.

## Skådespelare (urval)
- Megan Follows som Anne Shirley
- Jonathan Crombie som Gilbert Blythe
- Schuyler Grant som Diana
- Patricia Hamilton som Rachel Lynde